# Saison 2017 de l'Impact de Montréal
Maillots
Chronologie
Saison précédente Saison suivante
La saison 2017 de l'Impact de Montréal est la sixième saison en Major League Soccer (D1 nord-américaine) de l'histoire du club.

## Avant-saison

### Transferts
| Date                 | Nom                  | Nationalité   | Poste               | Modalité                                                                                | Provenance/Destination | Ligue            |
| Recrutement hivernal |                      |               |                     |                                                                                         |                        |                  |
| 9 octobre 2016       | Romario Williams     | Jamaïque      | Buteur              | Retour de prêt                                                                          | Battery de Charleston  | USL              |
| 20 octobre 2016      | Ballou Tabla         | Canada        | Ailier              | Premier contrat MLS                                                                     | FC Montréal            | USL              |
| 10 novembre 2016     | Louis Béland-Goyette | Canada        | Milieu de terrain   | Contrat MLS                                                                             | FC Montréal            | USL              |
| 13 décembre 2016     | Chris Duvall         | États-Unis    | Arrière droit       | Échange avec une allocation monétaire contre Johan Venegas                              | Minnesota United FC    | MLS              |
| 13 janvier 2017      | Nick DePuy           | États-Unis    | Attaquant           | 19e choix de la MLS SuperDraft                                                          | UCSB Gauchos           | NCAA             |
| 13 janvier 2017      | Shamit Shome         | Canada        | Milieu de terrain   | 41e choix de la MLS SuperDraft                                                          | FC Edmonton            | NASL             |
| 22 février 2017      | Adrián Arregui       | Argentine     | Milieu              | Prêt                                                                                    | Temperley              | Primera División |
| 28 février 2017      | Daniel Lovitz        | États-Unis    | Arrière gauche      | Libre                                                                                   | Toronto FC             | MLS              |
| 2 mars 2017          | Matteo Mancosu       | Italie        | Buteur              | Transfert définitif                                                                     | Bologna FC 1909        | Serie A          |
| 9 mai 2017           | Blerim Džemaili      | Suisse        | Milieu de terrain   | Prêt (2 ans)                                                                            | Bologna FC 1909        | Serie A          |
| 13 juillet 2017      | Shaun Francis        | Jamaïque      | Arrière gauche      | Echange contre un choix de 2e ronde au SuperDraft 2018 ou 50 000$ d’allocation générale | San Jose Earthquakes   | MLS              |
| 20 juillet 2017      | Deian Boldor         | Roumanie      | Défenseur central   | Prêt 1,5 ans avec option                                                                | Bologna FC 1909        | Serie A          |
| 3 août 2017          | Samuel Piette        | Canada        | Milieu récupérateur | Transfert                                                                               | CD Izarra              | Segunda-B        |
| Départs              |                      |               |                     |                                                                                         |                        |                  |
| 1er décembre 2016    | Didier Drogba        | Côte d'Ivoire | Buteur              | Fin de contrat                                                                          | Phoenix Rising FC      | USL              |
| 1er décembre 2016    | Lucas Ontivero       | Argentine     | Milieu offensif     | Retour de prêt                                                                          | Galatasaray SK         | Süper Lig        |
| 9 décembre 2016      | Kyle Bekker          | Canada        | Milieu de terrain   | Contrat non renouvelé                                                                   | San Francisco Deltas   | NASL             |
| 9 décembre 2016      | Jérémy Gagnon-Laparé | Canada        | Milieu de terrain   | Contrat non renouvelé                                                                   | AS Vitré               | CFA              |
| 9 décembre 2016      | Amadou Dia           | États-Unis    | Arrière gauche      | Contrat non renouvelé                                                                   | Phoenix Rising FC      | USL              |
| 11 décembre 2016     | Romario Williams     | Jamaïque      | Buteur              | Échangé contre un choix conditionnel à la MLS SuperDraft 2018                           | Atlanta United FC      | MLS              |
| 13 décembre 2016     | Donny Toia           | États-Unis    | Arrière             | 1er choix du repêchage d'expansion                                                      | Atlanta United FC      | MLS              |
| 13 décembre 2016     | Johan Venegas        | Costa Rica    | Milieu offensif     | Échange contre une allocation monétaire et Chris Duvall                                 | Minnesota United FC    | MLS              |
| 22 décembre 2016     | Harry Shipp          | États-Unis    | Milieu offensif     | Échange contre une allocation monétaire                                                 | Seattle Sounders FC    | MLS              |
| 2 mai 2017           | Michael Salazar      | Belize        | Milieu/Attaquant    | Prêt avec droit de rappel                                                               | Fury d'Ottawa          | USL              |
| 12 mai 2017          | Nick DePuy           | États-Unis    | Attaquant           | Prêt avec droit de rappel                                                               | Fury d'Ottawa          | USL              |
| 16 juin 2017         | Adrián Arregui       | Argentine     | Milieu de terrain   | Interruption du prêt                                                                    | CA Temperley           | Primera División |
| 10 août 2017         | Calum Mallace        | Écosse        | Milieu défensif     | Échange contre un choix de 4e ronde lors de la SuperDraft 2019                          | Seattle Sounders FC    | MLS              |
| 11 août 2017         | Nick DePuy           | États-Unis    | Attaquant           | Prêt avec droit de rappel                                                               | Fury d'Ottawa          | USL              |

## Préparation
L'Impact commence sa préparation de la saison 2017 le 24 janvier et s'entraine entre le Stade olympique de Montréal et la Floride : Orlando du 25 janvier au 3 février, puis St. Petersburg du 14 au 25 février où l'Impact participe pour la seconde année consécutive au Rowdies Suncoast Invitational. Outre les joueurs sous contrat, le groupe convoqué est complété par cinq joueurs de l'académie : David Paulmin, James Pantemis, Aron Mkungilwa, Mélé Temguia et Jimmy-Shammar Sanon ainsi que l'arrière droit international Anthony Wallace qui est mis à l'essai et remplace poste pour poste Amadou Dia dont le contrat n'était pas garantie et qui ne peut participer à la préparation en raison d'une blessure.

## Major League Soccer 2017
| Match 1           | San Jose Earthquakes | 1-0     | Impact de Montréal | Avaya Stadium, San José                           |                                                   |
| 4 mars 2017 22h00 | Aníbal Godoy 17e | (1-0)   | | Spectateurs : 18 000 Arbitrage : Baldomero Toledo | Spectateurs : 18 000 Arbitrage : Baldomero Toledo |
| 4 mars 2017 22h00 | Rapport |         | | Spectateurs : 18 000 Arbitrage : Baldomero Toledo | Spectateurs : 18 000 Arbitrage : Baldomero Toledo |
| 4 mars 2017 22h00 | Bingham - Francis, Jungwirth, Bernárdez, Lima - Dawkins ( 69e Hyka), Godoy, Alashe ( 35e), Thompson ( 69e Salinas ( 90e)) - Wondolowski, Ureña ( 79e Hoesen) | Équipes | Bush - Oyongo, Ciman, Camara ( 45e, 67e), Duvall ( 14e) - Piatti, Bernier ( 74e Lovitz), Donadel, Bernardello ( 83e DePuy), Oduro ( 63e Tabla) - Mancosu | Spectateurs : 18 000 Arbitrage : Baldomero Toledo | Spectateurs : 18 000 Arbitrage : Baldomero Toledo |

| Match 2            | Impact de Montréal | 2-2     | Seattle Sounders FC | Stade olympique, Montréal                     |                                               |
| 11 mars 2017 19h00 | Matteo Mancosu 17e · Ignacio Piatti 51e | (1-0)   | 83e (pen.) Nicolás Lodeiro · 90+4e Will Bruin                                                                                       | Spectateurs : 34 373 Arbitrage : Jair Marrufo | Spectateurs : 34 373 Arbitrage : Jair Marrufo |
| 11 mars 2017 19h00 | Rapport |         | | Spectateurs : 34 373 Arbitrage : Jair Marrufo | Spectateurs : 34 373 Arbitrage : Jair Marrufo |
| 11 mars 2017 19h00 | Bush - Duvall, Cabrera ( 84e Lefèvre), Ciman ( 11e), Oyongo - Oduro ( 67e Tabla), Bernardello, Donadel, Bernier ( 59e Arregui), Piatti - Mancosu ( 65e) | Équipes | Frei - Svensson ( 59e Fisher), Torres ( 85e Bruin), Marshall, Jones - Lodeiro, Dempsey, Shipp ( 72e Wingo), Roldan, Alonso - Morris | Spectateurs : 34 373 Arbitrage : Jair Marrufo | Spectateurs : 34 373 Arbitrage : Jair Marrufo |

| Match 3            | New York City FC | 1-1     | Impact de Montréal | Yankee Stadium, New York                     |                                              |
| 18 mars 2017 14h00 | Rodney Wallace 44e | (1-0)   | 68e Dominic Oduro | Spectateurs : 18 515 Arbitrage : Mark Geiger | Spectateurs : 18 515 Arbitrage : Mark Geiger |
| 18 mars 2017 14h00 | Rapport |         | | Spectateurs : 18 515 Arbitrage : Mark Geiger | Spectateurs : 18 515 Arbitrage : Mark Geiger |
| 18 mars 2017 14h00 | Johnson - White, Chanot ( 86e), Callens, Matarrita - Ring, Pirlo, Morález - Harrison ( 79e Lewis), Villa, Wallace ( 84e McNamara) | Équipes | Bush - Duvall, Cabrera, Ciman, Oyongo - Oduro, Bernardello ( 57e), Bernier, Mallace ( 72e Arregui), Piatti, ( 90+2e Jackson-Hamel) - Mancosu ( 89e Lovitz) | Spectateurs : 18 515 Arbitrage : Mark Geiger | Spectateurs : 18 515 Arbitrage : Mark Geiger |

| Match 4              | Chicago Fire | 2-2     | Impact de Montréal | Toyota Park, Bridgeview                        |                                                |
| 1er avril 2017 15h00 | Bastian Schweinsteiger 17e · Luis Solignac 90+3e | (1-0)   | 61e Matteo Mancosu · 90e Ballou Jean-Yves Tabla | Spectateurs : 15 103 Arbitrage : Ismail Elfath | Spectateurs : 15 103 Arbitrage : Ismail Elfath |
| 1er avril 2017 15h00 | Rapport |         | | Spectateurs : 15 103 Arbitrage : Ismail Elfath | Spectateurs : 15 103 Arbitrage : Ismail Elfath |
| 1er avril 2017 15h00 | Bava - Harrington, Campbell, Meira, Vincent - Juninho ( 41e, 71e), McCarty, Schweinsteiger - Alvarez) ( 65e de Leeuw ( 79e Johnson)), Nikolic ( 75e Solignac), Accam | Équipes | Bush - Duvall ( 57e), Cabrera ( 76e, 80e), Camara, Lovitz ( 78e) - Oduro ( 83e Lefèvre), Arregui ( 60e, 62e Bernier), Donadel ( 74e Salazar), Bernardello, Tabla - Mancosu | Spectateurs : 15 103 Arbitrage : Ismail Elfath | Spectateurs : 15 103 Arbitrage : Ismail Elfath |

| Match 6             | Impact de Montréal | 2-1     | Atlanta United | Stade Saputo, Montréal                      |                                             |
| 15 avril 2017 19h00 | Ignacio Piatti 45+5e (pen.) · Anthony Jackson-Hamel 90+3e | (1-1)   | 40e Kenwyne Jones | Spectateurs : 17 144 Arbitrage : Alan Kelly | Spectateurs : 17 144 Arbitrage : Alan Kelly |
| 15 avril 2017 19h00 | Rapport |         | | Spectateurs : 17 144 Arbitrage : Alan Kelly | Spectateurs : 17 144 Arbitrage : Alan Kelly |
| 15 avril 2017 19h00 | Bush - Camara, Cabrera ( 13e, 21e Duvall), Ciman, Oyongo - Oduro ( 83e Jackson-Hamel), Bernardello, Mallace ( 62e Tabla), Bernier, Piatti ( 45+1e) - Mancosu | Équipes | Kann ( 90+1e) - Parkhurst, Bloom, Garza, González Pirez ( 45+4e) - Larentowicz, Carmona, Almirón, Gressel ( 46e Walkes), Villalba ( 80e McCann) - Jones ( 73e Kratz) | Spectateurs : 17 144 Arbitrage : Alan Kelly | Spectateurs : 17 144 Arbitrage : Alan Kelly |

| Match 7             | Philadelphia Union | 3-3     | Impact de Montréal | Talen Energy Stadium, Chester                 |                                               |
| 22 avril 2017 13h00 | Roland Alberg 5e · C.J. Sapong 23e · Roland Alberg 39e | (3-1)   | 41e Ignacio Piatti · 69e Anthony Jackson-Hamel · 87e Anthony Jackson-Hamel                                                                             | Spectateurs : 15 107 Arbitrage : Nima Saghafi | Spectateurs : 15 107 Arbitrage : Nima Saghafi |
| 22 avril 2017 13h00 | Rapport |         | | Spectateurs : 15 107 Arbitrage : Nima Saghafi | Spectateurs : 15 107 Arbitrage : Nima Saghafi |
| 22 avril 2017 13h00 | Blake - Gaddis ( 43e), Elliott, Marquez, Fabinho - Pontius ( 73e Herbers), Bedoya ( 71e), Alberg ( 56e, 86e Jones), Medunjanin, Ilsinho ( 66e Picault) - Sapong | Équipes | Bush - Duvall, Camara ( 90+2e Fisher), Ciman, Oyongo - Oduro ( 62e Jackson-Hamel), Donadel, Bernier, Bernardello ( 46e Tabla), Piatti ( 65e) - Mancosu | Spectateurs : 15 107 Arbitrage : Nima Saghafi | Spectateurs : 15 107 Arbitrage : Nima Saghafi |

| Match 8             | Impact de Montréal | 1-2     | Vancouver Whitecaps FC | Stade Saputo, Montréal                        |                                               |
| 29 avril 2017 15h00 | Marco Donadel 9e | (1-1)   | 29e Andrew Jacobson · 79e Cristian Techera | Spectateurs : 19 597 Arbitrage : Drew Fischer | Spectateurs : 19 597 Arbitrage : Drew Fischer |
| 29 avril 2017 15h00 | Rapport |         | | Spectateurs : 19 597 Arbitrage : Drew Fischer | Spectateurs : 19 597 Arbitrage : Drew Fischer |
| 29 avril 2017 15h00 | Bush - Duvall, Fisher ( 28e), Ciman, Oyongo - Tabla, Donadel ( 59e), Bernier, Bernardello ( 41e, 65e Oduro ( 90+4e)), Piatti - Mancosu ( 5e Jackson-Hamel ( 73e Lovitz)) | Équipes | Ousted - Williams, Waston, Parker, Harvey - Techera ( 90e Teibert), Laba ( 65e), Tchani ( 68e Davies), Jacobson, Bolaños ( 81e Mezquida) - Montero | Spectateurs : 19 597 Arbitrage : Drew Fischer | Spectateurs : 19 597 Arbitrage : Drew Fischer |

| Match 9          | DC United | 0-1     | Impact de Montréal | RFK Stadium, Washington                        |                                                |
| 6 mai 2017 17h00 | | (0-1)   | 13e Ballou Jean-Yves Tabla | Spectateurs : 14 993 Arbitrage : Robert Sibiga | Spectateurs : 14 993 Arbitrage : Robert Sibiga |
| 6 mai 2017 17h00 | Rapport |         | | Spectateurs : 14 993 Arbitrage : Robert Sibiga | Spectateurs : 14 993 Arbitrage : Robert Sibiga |
| 6 mai 2017 17h00 | Worra - Franklin, Opare, Boswell, Kemp - Sam ( 83e Ortiz), Harkes ( 78e Sarvas), Jeffrey, Acosta, Neagle - Le Toux ( 46e Mullins) | Équipes | Bush - Duvall, Fisher ( 59e), Ciman, Oyongo - Lovitz ( 50e), Arregui ( 69e Bernier), Tabla ( 78e Mallace), Bernardello ( 45e), Piatti - Oduro ( 84e Jackson-Hamel) | Spectateurs : 14 993 Arbitrage : Robert Sibiga | Spectateurs : 14 993 Arbitrage : Robert Sibiga |

| Match 10          | Impact de Montréal | 2-3     | Crew de Columbus | Stade Saputo, Montréal                           |                                                  |
| 13 mai 2017 17h00 | Ignacio Piatti 52e · Anthony Jackson-Hamel 77e | (0-2)   | 14e Justin Meram · 28e Justin Meram · 90+1e Justin Meram                                                                                            | Spectateurs : 17 508 Arbitrage : Silviu Petrescu | Spectateurs : 17 508 Arbitrage : Silviu Petrescu |
| 13 mai 2017 17h00 | Rapport |         | | Spectateurs : 17 508 Arbitrage : Silviu Petrescu | Spectateurs : 17 508 Arbitrage : Silviu Petrescu |
| 13 mai 2017 17h00 | Bush - Duvall ( 89e), Ciman, Fisher, Oyongo - Tabla ( 57e, 85e Choinière), Arregui ( 46e Bernier), Džemaili, Bernardello ( 74e Jackson-Hamel), Piatti - Oduro | Équipes | Steffen ( 52e) - Jiménez, Mensah, Næss, Raitala - Manneh ( 63e Hansen), Artur, Higuaín ( 58e, 74e Crognale), Trapp, Meram - Jahn ( 31e, 89e Kamara) | Spectateurs : 17 508 Arbitrage : Silviu Petrescu | Spectateurs : 17 508 Arbitrage : Silviu Petrescu |

| Match 11          | Impact de Montréal | 4-1     | Portland Timbers | Stade Saputo, Montréal                        |                                               |
| 20 mai 2017 15h00 | Ignacio Piatti 13e (pen.) · Kyle Fisher 43e · Ignacio Piatti 50e · Ambroise Oyongo 77e                                                                             | (2-1)   | 45+1e Diego Valeri | Spectateurs : 19 138 Arbitrage : Jair Marrufo | Spectateurs : 19 138 Arbitrage : Jair Marrufo |
| 20 mai 2017 15h00 | Rapport |         | | Spectateurs : 19 138 Arbitrage : Jair Marrufo | Spectateurs : 19 138 Arbitrage : Jair Marrufo |
| 20 mai 2017 15h00 | Bush - Duvall ( 84e Camara), Ciman ( 22e), Fisher, Oyongo - Tabla ( 66e), Donadel ( 51e, 72e Bernardello), Bernier, Džemaili, Piatti ( 78e Lovitz) - Jackson-Hamel | Équipes | Gleeson - Andriuškevičius, Ridgewell, Miller ( 71e), Powell ( 53e Valentin) - Nagbe ( 78e Olum), Valeri ( 81e Mattocks), Blanco, Guzmán ( 27e), Chará ( 18e) - Adi | Spectateurs : 19 138 Arbitrage : Jair Marrufo | Spectateurs : 19 138 Arbitrage : Jair Marrufo |

| Match 12          | Impact de Montréal | 1-0     | New York Red Bulls | Stade Saputo, Montréal                       |                                              |
| 3 juin 2017 19h30 | Blerim Džemaili 67e | (0-0)   | | Spectateurs : 19 032 Arbitrage : Mark Geiger | Spectateurs : 19 032 Arbitrage : Mark Geiger |
| 3 juin 2017 19h30 | Rapport |         | | Spectateurs : 19 032 Arbitrage : Mark Geiger | Spectateurs : 19 032 Arbitrage : Mark Geiger |
| 3 juin 2017 19h30 | Bush - Oyongo, Ciman, Fisher, Duvall - Donadel, Bernier ( 75e), Džemaili ( 57e, 89e Cabrera) - Piatti, Jackson-Hamel ( 77e DePuy), Oduro ( 70e Lovitz ( 75e)) | Équipes | Robles - Murillo, Perrinelle, Long, Lawrence ( 41e) - Felipe, Davis ( 75e Gulbrandsen), Grella ( 75e Verón), Kljestan, Royer ( 69e Muyl) - Wright-Phillips | Spectateurs : 19 032 Arbitrage : Mark Geiger | Spectateurs : 19 032 Arbitrage : Mark Geiger |

| Match 13           | Sporting Kansas City                                                                                                | 1-1     | Impact de Montréal | Children's Mercy Park, Kansas City             |                                                |
| 10 juin 2017 20h00 | Gerso Fernandes 24e                                                                                                 | (1-0)   | 82e Matteo Mancosu | Spectateurs : 20 334 Arbitrage : Robert Sibiga | Spectateurs : 20 334 Arbitrage : Robert Sibiga |
| 10 juin 2017 20h00 | Rapport |         | | Spectateurs : 20 334 Arbitrage : Robert Sibiga | Spectateurs : 20 334 Arbitrage : Robert Sibiga |
| 10 juin 2017 20h00 | Melia - Abdul-Salaam, Opara, Ellis, Sinovic - Espinoza, Sánchez, Feilhaber - Gerso, Dwyer, Medranda ( 80e Mustivar) | Équipes | Bush - Lovitz, Fisher, Camara, Cabrera, Duvall ( 86e) - Donadel, Mallace - Piatti ( 45+1e, 90+2e Salazar), DePuy ( 71e Romero), Oduro ( 77e Mancosu ( 84e)) | Spectateurs : 20 334 Arbitrage : Robert Sibiga | Spectateurs : 20 334 Arbitrage : Robert Sibiga |

| Match 14           | Orlando City SC | 3-3     | Impact de Montréal | Orlando City Stadium, Orlando                |                                              |
| 17 juin 2017 19h30 | Matías Pérez García 8e · Carlos Rivas 23e · Jonathan Spector 90+4e                                                               | (2-1)   | 16e Blerim Džemaili · 58e Ignacio Piatti · 59e Ignacio Piatti | Spectateurs : 25 527 Arbitrage : Chris Penso | Spectateurs : 25 527 Arbitrage : Chris Penso |
| 17 juin 2017 19h30 | Rapport |         | | Spectateurs : 25 527 Arbitrage : Chris Penso | Spectateurs : 25 527 Arbitrage : Chris Penso |
| 17 juin 2017 19h30 | Bendik - Sutter, Spector, Aja ( 60e, 72e Redding), Toia - Pérez García ( 89e), Johnson ( 88e Gil), Higuita, Kaká - Barnes, Rivas | Équipes | Bush - Lovitz ( 52e), Fisher, Ciman ( 18e), Cabrera, Camara - Donadel, Džemaili ( 45+2e, 89e Mallace), Bernier ( 62e Bernardello) - Piatti, Mancosu ( 72e Jackson-Hamel) | Spectateurs : 25 527 Arbitrage : Chris Penso | Spectateurs : 25 527 Arbitrage : Chris Penso |

| Match 15           | Columbus Crew SC | 4-1     | Impact de Montréal | Mapfre Stadium, Columbus                           |                                                    |
| 24 juin 2017 19h30 | Federico Higuaín 17e · Kekuta Manneh 70e · Ola Kamara 72e · Federico Higuaín 88e                                                   | (1-1)   | 19e Anthony Jackson-Hamel | Spectateurs : 16 592 Arbitrage : Armando Villareal | Spectateurs : 16 592 Arbitrage : Armando Villareal |
| 24 juin 2017 19h30 | Rapport |         | | Spectateurs : 16 592 Arbitrage : Armando Villareal | Spectateurs : 16 592 Arbitrage : Armando Villareal |
| 24 juin 2017 19h30 | Steffen - Afful ( 78e), Mensah, Williams, Raitala - Artur, Finlay, Higuaín, Meram ( 45+1e, 69e Manneh), Trapp - Kamara ( 87e Jahn) | Équipes | Bush - Duvall, Fisher ( 16e), Ciman, Lefèvre, Camara ( 34e, 76e Salazar) - Donadel ( 72e Tabla), Džemaili, Bernardello - Piatti, Jackson-Hamel ( 54e Mancosu) | Spectateurs : 16 592 Arbitrage : Armando Villareal | Spectateurs : 16 592 Arbitrage : Armando Villareal |

| Match 16               | Impact de Montréal | 2-0     | DC United | Stade Saputo, Montréal                          |                                                 |
| 1er juillet 2017 19h00 | Blerim Džemaili 21e · Chris Duvall 23e | (2-0)   | | Spectateurs : 18 707 Arbitrage : Jorge Gonzalez | Spectateurs : 18 707 Arbitrage : Jorge Gonzalez |
| 1er juillet 2017 19h00 | Rapport |         | | Spectateurs : 18 707 Arbitrage : Jorge Gonzalez | Spectateurs : 18 707 Arbitrage : Jorge Gonzalez |
| 1er juillet 2017 19h00 | Bush - Duvall, Fisher, Ciman, Camara ( 82e) - Donadel, Bernardello, Tabla ( 22e, 59e Salazar), Džemaili ( 88e Mallace), Oduro - Mancosu ( 26e, 70e DePuy) | Équipes | Worra - Korb ( 69e Odoi-Atsem), Opare, Birnbaum, Kemp - Harkes, Sam ( 45+1e, 72e Ortiz), Acosta, Sarvas, Nyarko - Brown ( 55e Neagle) | Spectateurs : 18 707 Arbitrage : Jorge Gonzalez | Spectateurs : 18 707 Arbitrage : Jorge Gonzalez |

| Match 17             | Houston Dynamo | 3-1     | Impact de Montréal | BBVA Compass Stadium, Houston                |                                              |
| 5 juillet 2017 20h30 | Andrew Wenger 1re · Alex 23e · Memo Rodriguez 67e | (2-0)   | 89e Michael Salazar | Spectateurs : 15 470 Arbitrage : Chris Penso | Spectateurs : 15 470 Arbitrage : Chris Penso |
| 5 juillet 2017 20h30 | Rapport |         | | Spectateurs : 15 470 Arbitrage : Chris Penso | Spectateurs : 15 470 Arbitrage : Chris Penso |
| 5 juillet 2017 20h30 | Deric - Beasley, Leonardo ( 12e), Machado, DeLaGarza - Clark ( 25e), Cabezas, Alex ( 87e Holland), Wenger ( 79e Escalante) - Torres ( 63e Rodriguez), Manotas | Équipes | Bush - Duvall, Fisher, Ciman, Camara ( 58e Lovitz) - Donadel ( 46e Tabla), Bernardello ( 79e), Džemaili ( 31e), Salazar ( 4e), Oduro ( 72e DePuy) - Mancosu | Spectateurs : 15 470 Arbitrage : Chris Penso | Spectateurs : 15 470 Arbitrage : Chris Penso |

| Match 18              | Impact de Montréal | 2-1     | Philadelphia Union | Stade Saputo, Montréal                      |                                             |
| 19 juillet 2017 19h30 | Michael Salazar 19e · Blerim Džemaili 51e | (1-1)   | 43e Fabrice-Jean Picault | Spectateurs : 16 660 Arbitrage : Alan Kelly | Spectateurs : 16 660 Arbitrage : Alan Kelly |
| 19 juillet 2017 19h30 | Rapport |         | | Spectateurs : 16 660 Arbitrage : Alan Kelly | Spectateurs : 16 660 Arbitrage : Alan Kelly |
| 19 juillet 2017 19h30 | Bush - Duvall, Fisher, Ciman, Lovitz - Béland-Goyette ( 31e, 74e Donadel), Bernardello ( 90e), Džemaili, Salazar ( 64e Oduro), Tabla ( 76e Choinière) - Mancosu | Équipes | McCarthy - Gaddis ( 45e), Elliott ( 77e), Onyewu ( 90e), Wijnaldum - Creavalle ( 79e Najem), Medunjanin, Ilsinho ( 57e Epps), Alberg ( 29e), Picault ( 67e Simpson) - Sapong | Spectateurs : 16 660 Arbitrage : Alan Kelly | Spectateurs : 16 660 Arbitrage : Alan Kelly |

| Match 19              | Impact de Montréal | 1-2     | FC Dallas | Stade Saputo, Montréal                         |                                                |
| 22 juillet 2017 19h30 | Michael Salazar 23e | (1-1)   | 52e Cristian Colmán · 62e Cristian Colmán | Spectateurs : 20 481 Arbitrage : Robert Sibiga | Spectateurs : 20 481 Arbitrage : Robert Sibiga |
| 22 juillet 2017 19h30 | Rapport |         | | Spectateurs : 20 481 Arbitrage : Robert Sibiga | Spectateurs : 20 481 Arbitrage : Robert Sibiga |
| 22 juillet 2017 19h30 | Bush - Duvall ( 75e Oduro), Fisher, Cabrera, Lovitz - Donadel, Mallace ( 59e Piatti), Džemaili, Salazar ( 59e Bernier), Tabla - Mancosu ( 43e) | Équipes | Seitz - Grana ( 55e), Harris, Figueroa ( 44e), Hollingshead - Barrios ( 88e Akindele), Ulloa ( 66e), Gruezo, Lamah ( 83e Zimmerman) - Colmán ( 81e Cermeño), Urruti | Spectateurs : 20 481 Arbitrage : Robert Sibiga | Spectateurs : 20 481 Arbitrage : Robert Sibiga |

| Match 20              | New York Red Bulls | 4-0     | Impact de Montréal | Red Bull Arena, Harrison                         |                                                  |
| 29 juillet 2017 19h30 | Daniel Royer 23e (pen.) · Michael Murillo 58e · Bradley Wright-Phillips 85e · Daniel Royer 89e                                                     | (1-0)   | | Spectateurs : 22 251 Arbitrage : Ricardo Salazar | Spectateurs : 22 251 Arbitrage : Ricardo Salazar |
| 29 juillet 2017 19h30 | Rapport |         | | Spectateurs : 22 251 Arbitrage : Ricardo Salazar | Spectateurs : 22 251 Arbitrage : Ricardo Salazar |
| 29 juillet 2017 19h30 | Robles - Long ( 57e), Murillo, Zizzo - Muyl, Felipe, Kljestan, Adams ( 81e Perrinelle), Davis ( 69e Veron) - Wright-Phillips ( 86e Etienne), Royer | Équipes | Crépeau - Duvall, Ciman ( 90+2e), Fisher, Lovitz - Bernier ( 63e Mancosu), Bernardello, Tabla ( 63e Piatti), Salazar ( 71e Oduro), Džemaili - Jackson-Hamel | Spectateurs : 22 251 Arbitrage : Ricardo Salazar | Spectateurs : 22 251 Arbitrage : Ricardo Salazar |

| Match 21          | Impact de Montréal | 2-1     | Orlando City SC | Stade Saputo, Montréal                       |                                              |
| 5 août 2017 19h30 | Ignacio Piatti 48e (pen.) · Anthony Jackson-Hamel 84e                                                                                          | (0-1)   | 12e Cyle Larin | Spectateurs : 20 801 Arbitrage : Kevin Stott | Spectateurs : 20 801 Arbitrage : Kevin Stott |
| 5 août 2017 19h30 | Rapport |         | | Spectateurs : 20 801 Arbitrage : Kevin Stott | Spectateurs : 20 801 Arbitrage : Kevin Stott |
| 5 août 2017 19h30 | Bush - Lovitz, Cabrera, Ciman, Duvall - Donadel, Džemaili, Bernier - Piatti ( 89e Francis), Mancosu ( 79e Jackson-Hamel), Oduro ( 73e Salazar) | Équipes | Bendik - Toia, Aja, Sutter, Spector - Johnson, Kaká, Higuita ( 66e Gil), Nocerino ( 84e Barnes) - Dwyer ( 73e Rivas), Larin | Spectateurs : 20 801 Arbitrage : Kevin Stott | Spectateurs : 20 801 Arbitrage : Kevin Stott |

| Match 22           | Philadelphia Union | 0-3     | Impact de Montréal | Talen Energy Stadium, Chester                   |                                                 |
| 12 août 2017 20h00 | | (0-0)   | 69e Blerim Džemaili · 90+1e (pen.) Ignacio Piatti · 90+5e Blerim Džemaili                                                                                   | Spectateurs : 15 297 Arbitrage : Rubiel Vazquez | Spectateurs : 15 297 Arbitrage : Rubiel Vazquez |
| 12 août 2017 20h00 | Rapport |         | | Spectateurs : 15 297 Arbitrage : Rubiel Vazquez | Spectateurs : 15 297 Arbitrage : Rubiel Vazquez |
| 12 août 2017 20h00 | McCarthy - Wijnaldum, Elliott ( 85e Simpson), Yaro, Gaddis - Medunjanin, Bedoya, Ilsinho ( 75e Alberg, Picault, Pontius ( 67e Epps) - Sapong | Équipes | Bush - Lovitz, Ciman, Cabrera, Duvall ( 47e) - Piette ( 84e), Džemaili, Bernier ( 80e Béland-Goyette) - Piatti, Mancosu ( 87e Fisher), Oduro ( 67e Salazar) | Spectateurs : 15 297 Arbitrage : Rubiel Vazquez | Spectateurs : 15 297 Arbitrage : Rubiel Vazquez |

| Match 23           | Impact de Montréal | 3-0     | Chicago Fire | Stade Saputo, Montréal                        |                                               |
| 16 août 2017 19h30 | Ignacio Piatti 6e · Matteo Mancosu 37e (pen.) · Ignacio Piatti 38e                                                                                                 | (3-0)   | | Spectateurs : 19 894 Arbitrage : Nima Saghafi | Spectateurs : 19 894 Arbitrage : Nima Saghafi |
| 16 août 2017 19h30 | Rapport |         | | Spectateurs : 19 894 Arbitrage : Nima Saghafi | Spectateurs : 19 894 Arbitrage : Nima Saghafi |
| 16 août 2017 19h30 | Bush - Lovitz, Ciman, Cabrera ( 20e), Duvall ( 48e) - Piette ( 78e, 79e Fisher), Džemaili ( 71e Béland-Goyette), Bernier - Piatti ( 75e Choinière), Mancosu, Oduro | Équipes | Lampson ( 36e) - Doody, Meira ( 5e Dean), Campbell, Kappelhof - de Leeuw, McCarty, Mihailovic ( 82e Arshakyan), Schweinsteiger, Accam - Nikolić ( 63e Solignac) | Spectateurs : 19 894 Arbitrage : Nima Saghafi | Spectateurs : 19 894 Arbitrage : Nima Saghafi |

| Match 24           | Impact de Montréal | 3-1     | Real Salt Lake | Stade Saputo, Montréal                       |                                              |
| 19 août 2017 19h30 | Ignacio Piatti 11e · Ignacio Piatti 29e · Anthony Jackson-Hamel 47e                                                                                        | (2-1)   | 26e Luis Silva | Spectateurs : 19 541 Arbitrage : Chris Penso | Spectateurs : 19 541 Arbitrage : Chris Penso |
| 19 août 2017 19h30 | Rapport |         | | Spectateurs : 19 541 Arbitrage : Chris Penso | Spectateurs : 19 541 Arbitrage : Chris Penso |
| 19 août 2017 19h30 | Bush ( 62e) - Lovitz, Ciman, Fisher, Camara( 67e Francis) - Piette, Džemaili ( 74e Romero), Béland-Goyette - Piatti, Jackson-Hamel ( 84e Cabrera), Salazar | Équipes | Rimando - Wingert ( 57e, 86e Movsisyan), Glad, M. Silva ( 6e Horst ( 85e)), Beltran ( 66e) - Rusnak, Lennon ( 39e), Savarino, Beckerman, Sunny ( 45+3e, 60e Saucedo) - L. Silva ( 78e) | Spectateurs : 19 541 Arbitrage : Chris Penso | Spectateurs : 19 541 Arbitrage : Chris Penso |

| Match 25           | Impact de Montréal | 1-3     | Toronto FC | Stade Saputo, Montréal                         |                                                |
| 27 août 2017 16h30 | Ignacio Piatti 90+2e | (0-1)   | 41e Sebastian Giovinco · 52e Jozy Altidore · 90+3e Sebastian Giovinco                                                                                           | Spectateurs : 20 801 Arbitrage : Robert Sibiga | Spectateurs : 20 801 Arbitrage : Robert Sibiga |
| 27 août 2017 16h30 | Rapport |         | | Spectateurs : 20 801 Arbitrage : Robert Sibiga | Spectateurs : 20 801 Arbitrage : Robert Sibiga |
| 27 août 2017 16h30 | Bush - Lovitz, Ciman ( 89e), Cabrera ( 74e), Duvall - Piette, Džemaili ( 45+2e), Bernier ( 66e Romero) - Piatti, Mancosu ( 55e Jackson-Hamel), Salazar ( 70e Oduro) | Équipes | Bono - Morrow, Mavinga, Moor, Zavaleta ( 78e), Hasler ( 71e Beitashour) - Vázquez, Bradley, Delgado ( 70e Jonathan Osorio) - Altidore ( 80e Ricketts), Giovinco | Spectateurs : 20 801 Arbitrage : Robert Sibiga | Spectateurs : 20 801 Arbitrage : Robert Sibiga |

| Match 26               | Impact de Montréal | 0-1     | Chicago Fire | Stade Saputo, Montréal                            |                                                   |
| 2 septembre 2017 19h00 | | (0-0)   | 38e Bastian Schweinsteiger | Spectateurs : 19 619 Arbitrage : Baldomero Toledo | Spectateurs : 19 619 Arbitrage : Baldomero Toledo |
| 2 septembre 2017 19h00 | Rapport |         | | Spectateurs : 19 619 Arbitrage : Baldomero Toledo | Spectateurs : 19 619 Arbitrage : Baldomero Toledo |
| 2 septembre 2017 19h00 | Bush - Lovitz, Cabrera, Boldor ( 50e), Camara - Donadel ( 70e, 77e Bernardello), Béland-Goyette ( 55e Fisher), Bernier, Piatti, Romero ( 66e Tabla) - Mancosu | Équipes | Lampson - Doody ( 89e Vincent), Kappelhof, Campbell, Polster - Juninho ( 38e), Schweinsteiger ( 79e Conner), de Leeuw ( 90+2e), Mihailovic ( 90e Álvarez), Solignac - Nikolić | Spectateurs : 19 619 Arbitrage : Baldomero Toledo | Spectateurs : 19 619 Arbitrage : Baldomero Toledo |

| Match 27               | New England Revolution | 1-0     | Impact de Montréal | Gillette Stadium, Foxborough                        |                                                     |
| 9 septembre 2017 19h30 | Lee Nguyen 68e | (0-0)   | | Spectateurs : 20 080 Arbitrage : Armando Villarreal | Spectateurs : 20 080 Arbitrage : Armando Villarreal |
| 9 septembre 2017 19h30 | Rapport |         | | Spectateurs : 20 080 Arbitrage : Armando Villarreal | Spectateurs : 20 080 Arbitrage : Armando Villarreal |
| 9 septembre 2017 19h30 | Cropper - Tierney, Dielna, Delamea Mlinar, Angoua - Caldwell, Koffie, Bunbury ( 72e Kouassi, Agudelo ( 57e Fagúndez), Nguyen ( 90+1e) - Kamara ( 82e Németh) | Équipes | Bush - Lovitz, Francis ( 82e Oduro), Ciman, Cabrera, Duvall ( 78e Tabla) - Piette, Džemaili, Béland-Goyette ( 35e, 46e Bernier) - Piatti, Jackson-Hamel | Spectateurs : 20 080 Arbitrage : Armando Villarreal | Spectateurs : 20 080 Arbitrage : Armando Villarreal |

| Match 28                | Impact de Montréal | 2-3     | Minnesota United FC | Stade Saputo, Montréal                     |                                            |
| 16 septembre 2017 19h30 | Patrice Bernier 9e · Blerim Džemaili 55e | (1-1)   | 20e (pen.) Kevin Molino · 60e Christian Ramirez · 89e Abu Danladi                                                                                 | Spectateurs : 20 801 Arbitrage : Ted Unkel | Spectateurs : 20 801 Arbitrage : Ted Unkel |
| 16 septembre 2017 19h30 | Rapport |         | | Spectateurs : 20 801 Arbitrage : Ted Unkel | Spectateurs : 20 801 Arbitrage : Ted Unkel |
| 16 septembre 2017 19h30 | Bush - Camara, Ciman, Cabrera ( 90+3e), Lovitz - Piette ( 62e), Bernier ( 72e Romero), Džemaili ( 53e), Salazar ( 65e Tabla), Piatti - Jackson-Hamel | Équipes | Shuttleworth - Thiesson, Boxall, Calvo, Burch - Martin ( 2e, 77e Warner), Ibson, Finlay, Molino, Ibarra ( 83e Nicholson) - Ramirez ( 65e Danladi) | Spectateurs : 20 801 Arbitrage : Ted Unkel | Spectateurs : 20 801 Arbitrage : Ted Unkel |

| Match 29                | Toronto FC | 3-5     | Impact de Montréal | BMO Field, Toronto                            |                                               |
| 20 septembre 2017 19h30 | Deian Boldor 42e (csc) · Tosaint Ricketts 77e · Tosaint Ricketts 79e                                                                         | (1-3)   | 10e Ignacio Piatti · 12e Marco Donadel · 24e Ignacio Piatti · 47e Anthony Jackson-Hamel · 51e Anthony Jackson-Hamel                             | Spectateurs : 28 898 Arbitrage : Jair Marrufo | Spectateurs : 28 898 Arbitrage : Jair Marrufo |
| 20 septembre 2017 19h30 | Rapport |         | | Spectateurs : 28 898 Arbitrage : Jair Marrufo | Spectateurs : 28 898 Arbitrage : Jair Marrufo |
| 20 septembre 2017 19h30 | Bono - Mavinga ( 69e Edwards), Moor, Zavaleta ( 32e Spencer), Morrow, Beitashour - Cooper, Delgado ( 56e Hasler), Bradley - Osorio, Ricketts | Équipes | Bush - Camara ( 66e Duvall), Cabrera, Ciman, Boldor, Lovitz - Piette, Donadel ( 55e Bernardello), Džemaili - Piatti, Jackson-Hamel ( 76e Oduro) | Spectateurs : 28 898 Arbitrage : Jair Marrufo | Spectateurs : 28 898 Arbitrage : Jair Marrufo |

| Match 30                | Atlanta United FC | 2-0     | Impact de Montréal | Mercedes-Benz Stadium, Atlanta                 |                                                |
| 24 septembre 2017 17h00 | Héctor Villalba 28e · Jeff Larentowicz 73e | (1-0)   | | Spectateurs : 43 502 Arbitrage : Ismail Elfath | Spectateurs : 43 502 Arbitrage : Ismail Elfath |
| 24 septembre 2017 17h00 | Rapport |         | | Spectateurs : 43 502 Arbitrage : Ismail Elfath | Spectateurs : 43 502 Arbitrage : Ismail Elfath |
| 24 septembre 2017 17h00 | Guzan - Walkes, Parkhurst, González Pirez, McCann - Larentowicz, Carmona, Villalba ( 77e Kratz), Almirón ( 17e Gressel), Asad - Martínez ( 89e Jones) | Équipes | Bush - Duvall ( 71e Salazar), Cabrera, Ciman, Boldor, Lovitz - Piette ( 77e Bernardello), Bernier ( 63e Mancosu), Džemaili - Piatti, Jackson-Hamel | Spectateurs : 43 502 Arbitrage : Ismail Elfath | Spectateurs : 43 502 Arbitrage : Ismail Elfath |

| Match 31                | Impact de Montréal | 0-1     | New York City FC | Stade Saputo, Montréal                          |                                                 |
| 27 septembre 2017 19h30 | | (0-1)   | 29e Jack Harrison | Spectateurs : 16 005 Arbitrage : Hilaro Grajeda | Spectateurs : 16 005 Arbitrage : Hilaro Grajeda |
| 27 septembre 2017 19h30 | Rapport |         | | Spectateurs : 16 005 Arbitrage : Hilaro Grajeda | Spectateurs : 16 005 Arbitrage : Hilaro Grajeda |
| 27 septembre 2017 19h30 | Bush - Fisher, Ciman, Cabrera ( 46e Romero) - Camara, Donadel ( 69e Mancosu), Bernardello ( 61e Bernier), Džemaili ( 40e), Francis - Piatti, Jackson-Hamel | Équipes | Johnson - Struna ( 45e), Brillant ( 33e), Callens ( 74e), Matarrita ( 82e Sweat)- McNamara, Ring ( 73e), Harrison ( 70e Herrera), Morález, Wallace ( 61e Villa) - Shelton | Spectateurs : 16 005 Arbitrage : Hilaro Grajeda | Spectateurs : 16 005 Arbitrage : Hilaro Grajeda |

| Match 32                | Colorado Rapids | 2-1     | Impact de Montréal | Dick's Sporting Goods Park, Denver              |                                                 |
| 30 septembre 2017 21h00 | Stefan Aigner 45+3e · Alan Gordon 81e | (1-0)   | 62e Matteo Mancosu | Spectateurs : 15 791 Arbitrage : Jorge Gonzalez | Spectateurs : 15 791 Arbitrage : Jorge Gonzalez |
| 30 septembre 2017 21h00 | Rapport |         | | Spectateurs : 15 791 Arbitrage : Jorge Gonzalez | Spectateurs : 15 791 Arbitrage : Jorge Gonzalez |
| 30 septembre 2017 21h00 | Howard - da Fonte ( 46e Boateng), Ford ( 48e), Sjöberg, Williams - Watts ( 12e), Azira ( 79e Saeid), Hairston, Aigner ( 45+3e, 72e Gordon ( 82e)), Gatt - Badji | Équipes | Bush - Duvall ( 13e Camara), Ciman, Boldor, Lovitz ( 32e) - Bernier ( 75e Salazar), Piette, Romero - Oduro ( 67e Jackson-Hamel), Mancosu, Piatti | Spectateurs : 15 791 Arbitrage : Jorge Gonzalez | Spectateurs : 15 791 Arbitrage : Jorge Gonzalez |

| Match 33              | Toronto FC | 1-0     | Impact de Montréal | BMO Field, Toronto                         |                                            |
| 15 octobre 2017 17h00 | Jozy Altidore 16e | (1-0)   | | Spectateurs : 27 866 Arbitrage : Ted Unkel | Spectateurs : 27 866 Arbitrage : Ted Unkel |
| 15 octobre 2017 17h00 | Rapport |         | | Spectateurs : 27 866 Arbitrage : Ted Unkel | Spectateurs : 27 866 Arbitrage : Ted Unkel |
| 15 octobre 2017 17h00 | Bono - Mavinga, Moor, Zavaleta ( 70e Osorio) - Morrow, Vazquez, Bradley ( 26e), Delgado, Hasler ( 75e Beitashour) - Altidore ( 86e Cheyrou ( 90e)), Giovinco | Équipes | Crépeau ( 45+3e) - Camara ( 23e), Ciman, Cabrera ( 59e), Francis - Piette, Bernardello ( 71e Bernier), Romero, Džemaili ( 29e), Tabla ( 62e Salazar) - Mancosu ( 78e Oduro) | Spectateurs : 27 866 Arbitrage : Ted Unkel | Spectateurs : 27 866 Arbitrage : Ted Unkel |

| Match 34              | Impact de Montréal | 2-3     | New England Revolution | Stade Saputo, Montréal                          |                                                 |
| 22 octobre 2017 16h00 | Patrice Bernier 45+3e (pen.) · Matteo Mancosu 90e | (1-1)   | 19e Diego Fagúndez · 46e Krisztián Németh · 90+6e Kelyn Rowe                                                                                                 | Spectateurs : 20 681 Arbitrage : Rubiel Vazquez | Spectateurs : 20 681 Arbitrage : Rubiel Vazquez |
| 22 octobre 2017 16h00 | [ Rapport] |         | | Spectateurs : 20 681 Arbitrage : Rubiel Vazquez | Spectateurs : 20 681 Arbitrage : Rubiel Vazquez |
| 22 octobre 2017 16h00 | Crépeau - Lovitz, Ciman ( 43e), Boldor, Francis - Bernier ( 82e Shome), Piette ( 84e Mancosu), Džemaili ( 62e) - Romero ( 52e, Tabla), Jackson-Hamel, Piatti | Équipes | Knighton - Farrell, Angoua ( 45+3e), Dielna, Tierney ( 84e) - Bunbury, Koffie, Agudelo ( 79e Kamara), Caldwell, Fagúndez ( 87e Rowe) - Németh ( 74e Kouassi) | Spectateurs : 20 681 Arbitrage : Rubiel Vazquez | Spectateurs : 20 681 Arbitrage : Rubiel Vazquez |

### Championnat canadien de soccer 2017

#### Demi-finale
| Demi-finale - match aller | Vancouver Whitecaps FC | 2-1     | Impact de Montréal | BC Place, Vancouver                           |                                               |
| 23 mai 2017 22h00         | Alphonso Davies 13e · Nicolás Mezquida 33e | (2-0)   | 62e David Choinière · 73e Patrice Bernier | Spectateurs : 16 831 Arbitrage : Drew Fischer | Spectateurs : 16 831 Arbitrage : Drew Fischer |
| 23 mai 2017 22h00         | Rapport |         | | Spectateurs : 16 831 Arbitrage : Drew Fischer | Spectateurs : 16 831 Arbitrage : Drew Fischer |
| 23 mai 2017 22h00         | Richey - de Jong, de Wit, Cole Seiler - Davies ( 71e Wynne), Teibert, McKendry, Nerwinski - Mezquida ( 71e Bustos), Rosales ( 80e Greig), Shea | Équipes | Crépeau - Lovitz, Ciman, Camara ( 77e Lefèvre), Duvall - Bernardello, Arregui ( 55e Jackson-Hamel), Mallace ( 55e Bernier) - Choinière, Oduro, Tabla | Spectateurs : 16 831 Arbitrage : Drew Fischer | Spectateurs : 16 831 Arbitrage : Drew Fischer |

| Demi-finale - match retour | Impact de Montréal | 4-2     | Vancouver Whitecaps FC | Stade Saputo, Montréal                        |                                               |
| 30 mai 2017 19h30          | Ignacio Piatti 20e (pen.) · Ignacio Piatti 28e (pen.) · Blerim Džemaili 38e · Anthony Jackson-Hamel 61e                                                                           | (3-0)   | 59e Alphonso Davies · 77e Kyle Greig | Spectateurs : 15 213 Arbitrage : David Barrie | Spectateurs : 15 213 Arbitrage : David Barrie |
| 30 mai 2017 19h30          | Rapport |         | | Spectateurs : 15 213 Arbitrage : David Barrie | Spectateurs : 15 213 Arbitrage : David Barrie |
| 30 mai 2017 19h30          | Crépeau - Oyongo, Ciman ( 90e), Fisher ( 77e Lefèvre), Duvall ( 90e) - Donadel ( 43e), Bernier ( 72e Arregui), Džemaili ( 84e Lovitz) - Piatti, Jackson-Hamel ( 76e DePuy), Oduro | Équipes | Richey ( 19e) - de Jong, Parker, Cole Seiler - Greig, Teibert, McKendry ( 68e Techera), Nerwinski - Mezquida ( 46e Davies), Rosales ( 84e Bustos), Shea ( 90e) | Spectateurs : 15 213 Arbitrage : David Barrie | Spectateurs : 15 213 Arbitrage : David Barrie |

#### Finale
| Finale - match aller | Impact de Montréal | 1-1     | Toronto FC | Stade Saputo, Montréal                           |                                                  |
| 21 juin 2017 19h30   | Matteo Mancosu 19e | (1-1)   | Jozy Altidore 30e | Spectateurs : 14 329 Arbitrage : Silviu Petrescu | Spectateurs : 14 329 Arbitrage : Silviu Petrescu |
| 21 juin 2017 19h30   | Rapport |         | | Spectateurs : 14 329 Arbitrage : Silviu Petrescu | Spectateurs : 14 329 Arbitrage : Silviu Petrescu |
| 21 juin 2017 19h30   | Crépeau - Lovitz ( 32e Camara), Fisher, Ciman, Lefèvre ( 72e Romero), Duvall ( 32e) - Donadel ( 84e), Džemaili ( 90e), Bernier ( 65e Tabla ( 82e)) - Piatti, Mancosu | Équipes | Irwin - Zavaleta ( 64e), Moor, Mavinga ( 89e) - Beitashour, Delgado, Bradley, Osorio ( 62e Vázquez), Hamilton ( 45+2e, 62e Giovinco)) - Altidore, Edwards ( 79e Morrow) | Spectateurs : 14 329 Arbitrage : Silviu Petrescu | Spectateurs : 14 329 Arbitrage : Silviu Petrescu |

| Finale - match retour | Toronto FC | 2-1     | Impact de Montréal | BMO Field, Toronto                            |                                               |
| 27 juin 2017 19h30    | Sebastian Giovinco 52e · Sebastian Giovinco 90+5e                                                                                            | (0-1)   | 36e Ballou Jean-Yves Tabla | Spectateurs : 26 539 Arbitrage : David Gantar | Spectateurs : 26 539 Arbitrage : David Gantar |
| 27 juin 2017 19h30    | Rapport |         | | Spectateurs : 26 539 Arbitrage : David Gantar | Spectateurs : 26 539 Arbitrage : David Gantar |
| 27 juin 2017 19h30    | Irwin - Mavinga, Moor, Zavaleta - Edwards ( 90+6e), Osorio ( 45e Delgado), Bradley, Vázquez, Beitashour - Ricketts ( 45e Altidore), Giovinco | Équipes | Crépeau - Fisher ( 45+2e), Cabrera ( 90+1e Lefèvre), Ciman, Camara - Bernardello ( 59e), Bernier ( 89e), Tabla, Džemaili, Piatti ( 80e Oduro) - Mancosu | Spectateurs : 26 539 Arbitrage : David Gantar | Spectateurs : 26 539 Arbitrage : David Gantar |

### Match amical
| Amical             | Ottawa Fury FC | 0-1     | Impact de Montréal | Stade TD Place, Ottawa |  |
| 12 août 2016 19h00 | | (0-1)   | 3e Calum Mallace |                        |  |
| 12 août 2016 19h00 | Rapport |         | |                        |  |
| 12 août 2016 19h00 | Paulmin ( 77e MacRae) - Venter ( 46e Mkungilwa), Meilleur-Giguère ( 46e Del Campo), McEleney ( 46e Barden) - Campbell, Manesio ( 58e de Guzman), Dixon ( 46e Bruna), Edward ( 46e Sanon) - Williams ( 46e Luboyera), Dos Santos ( 46e Hume), Reid ( 46e Sito) | Équipes | Kronberg ( 46e Pantemis) - Duvall ( 46e Tabla), Lefèvre, Cabrera, Lovitz - Shome, Béland-Goyette ( 65e Bernardello), Mallace - Salazar, DePuy, Oduro ( 65e Choinière) |                        |  |